# Firmin Vincent Desloge
Pour les articles homonymes, voir Desloge (homonymie).
Pour les autres membres de la famille, voir Famille Desloge.
 (septembre 2021).
Le contenu est difficilement compréhensible vu les erreurs de traduction, qui sont peut-être dues à l'utilisation d'un logiciel de traduction automatique.
Firmin Vincent Desloge (né le 30 août 1843 à Potosi - mort le 18 décembre 1929 à Saint-Louis), est un financier, industriel et philanthrope américain d'origine française.

## Biographie
Fils de Firmin René Desloge et de Cynthian MacIlvaine, il suit ses études à l'Université de Saint-Louis puis à l'école de commerce de Bryant & Stratton à Saint-Louis.
Il débute tôt comme commis pour la firme de « John B. Valle & Co. » de Saint-Louis.
En 1867, il a commence ses opérations minières près de Potosí. Lorsque le plomb déminage était à ses débuts dans le comté de Saint-François, dans le Missouri, il a prospecté les terres dans ce comté adjacent à ceux de la « St. Joseph Lead Company (en) », et enfin acheté et construit fonderie pour la société connue sous le nom de la « Desloge Lead Company (en) ». Desloge construit une connexion avec le « St. Joseph Lead Company », le premier chemin de fer à pénétrer le domaine de plomb diffusion du comté de Saint-François. En 1887, les deux sociétés ont fusionné pour créer ce qui était probablement la plus grande entreprise de plomb-mines et fonderies de l'époque.
En 1889, il a acquis la « Bogy Lead Mining Company », l'une des plus anciennes propriétés minières dans le Missouri, et après avoir démontré qu'il y avait de précieux gisements de plomb diffusées sur ces terres, les plia dans le nouveau Desloge Consolidated Lead Company (en). La ville construite pour soutenir les mines est maintenant connu comme Desloge (Missouri).
L'utilisation de la nouvelle foreuse au diamant et l'arrivée d'une branche de la « Mississippi River & Bonne Terre Railroad (en) » a permis les opérations d'extraction de plomb déjà réussis à se développer.
De 1870 à 1872, Desloge été trésorier du Comté de Washington. Il a servi comme directeur de l'école publique là-bas et dans le comté de Saint-François.

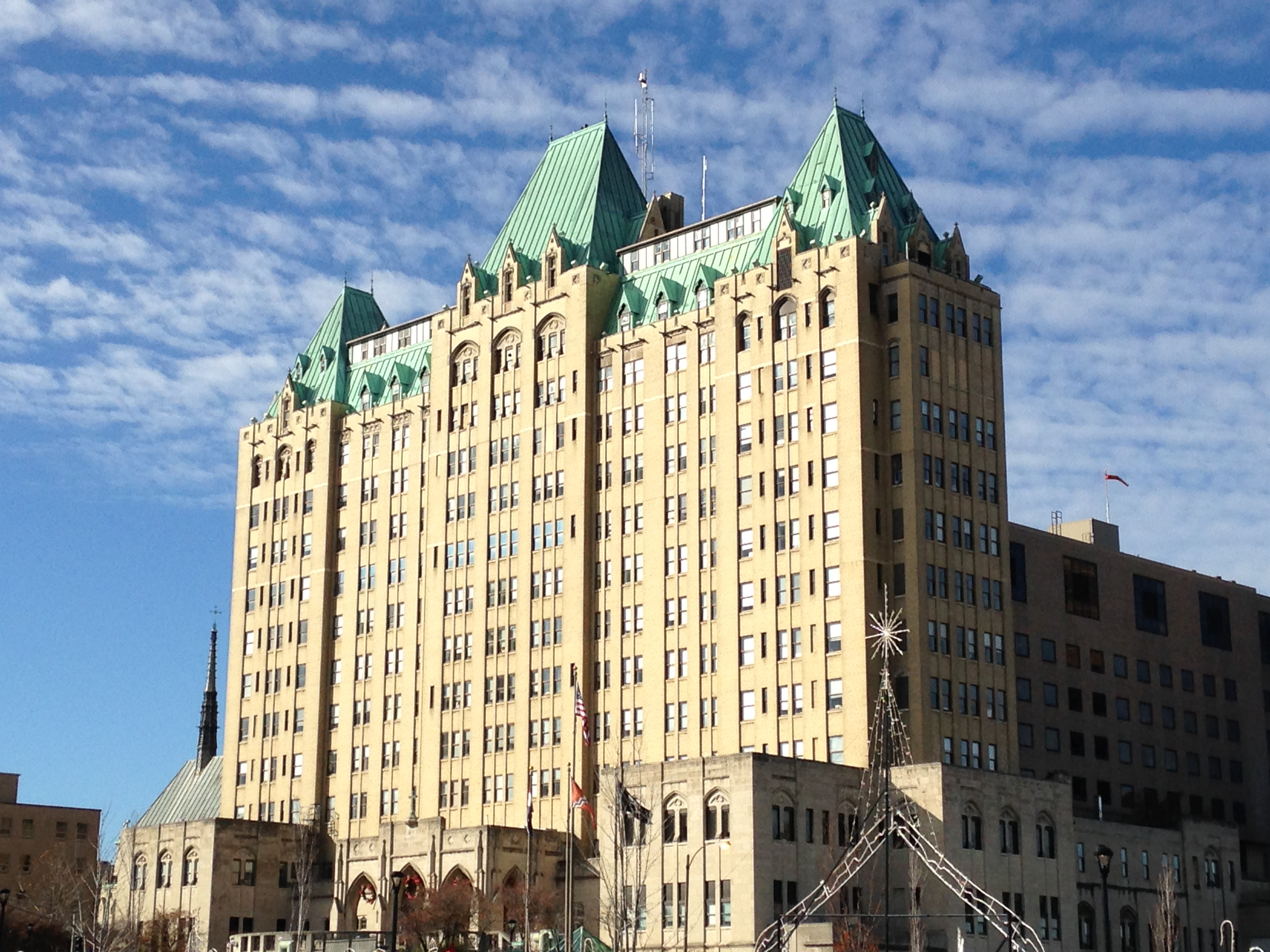
Le Firmin Desloge Hospital.

En 1930, un legs d'un million de dollars de la succession de Desloge permet de construire le Firmin Desloge Hospital (en) à Saint-Louis. L'épouse de Desloge, Lydia Holden Davis, a donné 100 000 dollars pour construire la chapelle Desloge (en) adjacente.
Autour de 1932, la succession de Desloge valait plus de 52 millions de dollars (environ 1 milliard de dollars d'aujourd'hui). Cela le plaçait comme l'un des hommes les plus riches dans le monde, aux côtés de William Kissam Vanderbilt (52 M $) et Andrew Mellon (50 millions $), mais seulement la moitié de la Astor (100 M $).

## Sources
- (en) Cet article est partiellement ou en totalité issu de l’article de Wikipédia en anglais intitulé « Firmin V. Desloge » (voir la liste des auteurs).
- Lucie Furstenberg Huger, « The Desloge Family in America, a Genealogy »
- Albert Nelson Marquis, « The Book of St. Louisans: A Biographical Dictionary of Leading Living Men of the City of St. Louis and Vicinity », 1912
- « Firmin V. desloge » (The New York Times)